# チェイス・アンリ
チェイス・アンリ（2004年3月24日 - ）は、神奈川県横須賀市出身のサッカー選手。オーストリア・ブンデスリーガ・レッドブル・ザルツブルク所属。ポジションはディフェンダー（センターバック）。

## 来歴

### プロ入り前
日本の横須賀にて、アメリカ人で元軍人の父と日本人の母の間に生まれた。3歳で渡米し、テキサス州で9年間を過ごした後、中学1年の夏に日本に帰国。横須賀・長沢中学校に入学。1年次にサッカー部に入部し、本格的にサッカーを始める。それ以前はバスケットボールに興味があったという。1年次はフォワードを任されたが、2年次の夏にセンターバックに転向。また、このころ同時に日本語を驚異的な早さで習得した。3年次の冬にはFC湘南ジュニアユースで数か月間プレーした。
高校は、神奈川県の数校からオファーがあったものの、福島県の尚志高等学校に進学。同高1年次の4月には東北プリンスリーグで公式戦デビュー。また、途中出場ながら全国選手権にも出場。2年次は左股関節のけがを繰り返し、公式戦は全国選手権福島県大会2試合の出場にとどまった。しかし、2月に国際親善大会でU-17日本代表に召集され、決勝の東ティモール戦でヘディングから得点。3年時6月にU-20日本代表候補のトレーニングキャンプに飛び級で参加。8月に全国高校総体（インターハイ）にも出場。加えて、ドイツ・ブンデスリーガ・VfBシュトゥットガルト、オランダ・エールディヴィジのAZアルクマールの練習にも参加。10月にはU-22日本代表に2世代の飛び級で招集。U-23アジア杯予選の第1戦カンボジア戦で先発出場を果たした。全国選手権福島県大会決勝では試合終了間際に決勝ゴールを決め、チームを12月の全国サッカー選手権へ導いた。チームは2回戦の関東第一高校戦で、PK戦の末、敗れたものの、自身は優秀選手に選出。翌年1月には、A代表（世代別ではない日本代表）に、トレーニングパートナーとして参加。これについて森保一監督は「ここに来てもらっていることは将来A代表の可能性もある。キャンプの中で違いを見せてくれればA代表にも直接つながる。あとは経験してもらって、どれだけ成長できるかは本人次第。彼のプレーを見るのは楽しみです」とコメントした。2022年3月にはU-21日本代表にてドバイ杯に招集された。3戦目のサウジアラビア戦にてドバイ杯初出場を飾り、優勝に貢献した。
彼の獲得には、夏に練習参加したシュトゥットガルトやAZアルクマールに加え、複数のJリーグクラブ、オランダの強豪・アヤックスも興味を示しているとされる。2022年2月21日の時点で、獲得に動いた全てのJリーグクラブに断りの連絡済みであると報じられた。

### VfBシュトゥットガルト時代
2022年4月7日、ドイツブンデスリーガ1部のVfBシュトゥットガルトへ、3年契約での入団が決まった。また同時に、まずはレギオナルリーガ(4部相当)に所属するセカンドチームでプレーすることが発表された。8月6日、開幕戦のバーリンガーSC戦にて、ベンチ入りし、その後途中出場で初出場を飾った。
2024年8月24日、ブンデスリーガ開幕戦のSCフライブルク戦で途中出場し、リーグ戦においてトップチーム初出場を果たした。9月18日、UEFAチャンピオンズリーグ 2024-25第1節レアル・マドリード戦で途中出場し、CL初出場を果たした。12月4日、DFBポカールのSSVヤーン・レーゲンスブルク戦でトップチーム初ゴールを決めた。

### レッドブル・ザルツブルク時代
2025年8月1日、オーストリア1部のレッドブル・ザルツブルクに5年契約で加入することが発表された。

### 日本代表
U-21日本代表では、ドバイ杯決勝で、西尾隆矢とセンターバックのコンビを組み、優勝に貢献。「西尾選手にも色々と声をかけられて、そのおかげで自分の守備力が上がったと思いますし、個人で守るだけでは守りきれないので、やはり組織として守らないといけないなと感じた部分では成長につながったと思います」と話した。
2022年5月24日、ウズベキスタンでのU-23AFCアジアカップに出場するU-21日本代表にプロ入り後初の招集を受けた。6月3日、第一戦のUAE戦にてスタメンでフル出場し勝利に貢献した。この試合では対人強度の高さを示したが、ビルドアップやポジショニングなど荒削りな部分も露呈し、ハンドでPKを与えて逆転のピンチを招いた。6月6日のサウジアラビア戦でもスタメン出場し、無失点での引き分けに貢献した。6月13日、準々決勝の韓国戦で再びスタメンでフル出場し、イ・ガンインを抑え込んだ。次戦、開催国ウズベキスタン戦でもスタメンで出場するが、この試合で敗北。3位決定戦となったオーストラリア戦では途中出場となった。しかしこの試合で日本の3位に貢献した。

## 選手としての特徴
長身を生かしたヘディング、対人守備、フィード力が魅力。シャルケ04で活躍した元日本代表・内田篤人は、DAZNの番組内で「技術的に上手いかと言われれば、まだそうではないんですけど、とりあえず（フィジカルが）強いんです。（経験を積めば）どんどん上手くなるので、どんどん上の年代に入れちゃう。」と評価した。

## 所属クラブ
- 2016年 - 2019年　横須賀市立長沢中学校
- 2019年 FC湘南ジュニアユース
- 2019年 - 2022年　尚志高等学校
- 2022年 - 2024年  VfBシュトゥットガルトII
- 2024年 - 2025年  VfBシュトゥットガルト
- 2025年 -  レッドブル・ザルツブルク

## 個人成績
| 国内大会個人成績 | 国内大会個人成績   | 国内大会個人成績 | 国内大会個人成績 | 国内大会個人成績 | 国内大会個人成績 | 国内大会個人成績 | 国内大会個人成績 | 国内大会個人成績 | 国内大会個人成績 | 国内大会個人成績 | 国内大会個人成績 |
| 年度             | クラブ             | 背番号           | リーグ           | リーグ戦         | リーグ戦         | リーグ杯         | リーグ杯         | オープン杯       | オープン杯       | 期間通算         | 期間通算         |
| 年度             | クラブ             | 背番号           | リーグ           | 出場             | 得点             | 出場             | 得点             | 出場             | 得点             | 出場             | 得点             |
| ドイツ           | ドイツ             | ドイツ           | ドイツ           | リーグ戦         | リーグ戦         | リーグ杯         | リーグ杯         | DFBポカール      | DFBポカール      | 期間通算         | 期間通算         |
| ---------------- | ------------------ | ---------------- | ---------------- | ---------------- | ---------------- | ---------------- | ---------------- | ---------------- | ---------------- | ---------------- | ---------------- |
| 2024-25          | シュトゥットガルト | 45               | ブンデス1部      | 12               | 0                | -                | -                | 3                | 1                | 15               | 1                |
| 通算             | ドイツ             | ドイツ           | ブンデス1部      | 12               | 0                | -                | -                | 3                | 1                | 15               | 1                |
| 総通算           | 総通算             | 総通算           | 総通算           | 12               | 0                | -                | -                | 3                | 1                | 15               | 1                |

その他の公式戦
| 2022-23 | シュトゥットガルトⅡ | 5      | レギオナル  | 12 | 0 | 12 | 0 |
| 2023-24 | シュトゥットガルトⅡ | 5      | レギオナル  | 26 | 2 | 26 | 2 |
| 2024-25 | シュトゥットガルトⅡ | 5      | ブンデス3部 | 8  | 0 | 8  | 0 |
| 通算    | ドイツ              | ドイツ | ブンデス3部 | 8  | 0 | 8  | 0 |
| 通算    | ドイツ              | ドイツ | レギオナル  | 38 | 2 | 38 | 2 |
| 総通算  | 総通算              | 総通算 | 総通算      | 46 | 2 | 46 | 2 |

| 国際大会個人成績 | 国際大会個人成績   | 国際大会個人成績 | 国際大会個人成績 | 国際大会個人成績 |
| 年度             | クラブ             | 背番号           | 出場             | 得点             |
| UEFA CL          | UEFA CL            | UEFA CL          | UEFA CL          | UEFA CL          |
| ---------------- | ------------------ | ---------------- | ---------------- | ---------------- |
| 2024-25          | シュトゥットガルト | 45               | 5                | 0                |
| 通算             | UEFA               | UEFA             | 5                | 0                |

## タイトル

### 個人
- 全国高等学校サッカー選手権大会・優秀選手（2021年）

### 日本代表
U-21日本代表
- ドバイ杯(2022年)

## 代表歴

### 出場大会
- U-17日本代表
  - 日本ASEAN 青年交流大会（2020年）
- U-22日本代表
  - AFC U-23アジア杯予選（2021年）
- U-21日本代表
  - ドバイカップ(2022年）
  - AFC U23アジアカップ（2022年）
- U-20日本代表
  - FIFA U-20ワールドカップ（2023年）
- U-22日本代表
  - アメリカ遠征（2023年）